# 瓜地馬拉考花鱂
瓜地馬拉司考花鱂，為輻鰭魚綱鯉齒目鯉齒亞目花鳉科的其中一種，分布於中美洲瓜地馬拉Chajmaic河流域，體長可達2.5公分，棲息在植被生長的溪流，屬肉食性，生活習性不明。